# Union von Horodło
Die Union von Horodło war ein in der Ortschaft Horodło im Jahre 1413 geschlossenes dynastisches Bündnis zwischen Polen und Litauen. Władysław II. Jagiełło, König von Polen, und der Großfürst von Litauen, Vytautas, schlossen am 2. Oktober 1413 in Horodło ein Abkommen, das das Königreich Polen und das Großfürstentum Litauen fester miteinander verband und gleichzeitig der katholischen Kirche in Litauen und dem litauischen niederen Adel gewisse Privilegien gab. Es ergänzte frühere polnisch-litauische Abkommen über die Union von Krewo und Union von Vilnius und Radom. Damit wurde das dynastische Bündnis zwischen beiden Staaten vertieft und die Grundlagen für die Vorherrschaft des polnisch-litauischen Elements im künftigen Vielvölkerstaat geschaffen. Mit der Union wurden die Privilegien des katholischen Adels festgeschrieben und die ruthenischen Bojaren griechisch-orthodoxen Bekenntnisses von der Macht ferngehalten.
Das Abkommen stellte einen weiteren Schritt zur Anerkennung des litauischen Adels dar, der in dieser Union zweier souveräner Staaten mit dem polnischen Adel gleichgestellt wurde. 
In dem Abkommen wurde dem Großherzogtum Litauen ferner ein eigener Großherzog und ein eigenes Parlament zugestanden. Die polnische und die litauische Ritterschaft sollten sich künftig in allen wichtigen Angelegenheiten – beispielsweise der Wahl der Könige und Großfürsten – gemeinsam beraten. Der litauische und ruthenische Adel bekam die gleichen Rechte wie die polnische Szlachta, was dazu führte, dass ruthenische und litauische Adelsfamilien in die polnische Szlachta aufgenommen wurden und in Litauen Adelswappen eingeführt wurden. 
Folgende Adelsfamilien erhielten damals erstmals Wappen:
Awdaniec (Abdank), Bogorya, Ciołek, Dębno, Doliwa, Dołęga, Drya (Dryja), Działosza, Gierałt (Osmoróg), Godziemba, Gryf, Grzymała, Janina, Jastrzębiec, Jelita, Kopacz (Topacz), Korczak, Kot Morski, Paprzyca (Kuszaba), Leliwa, Lis, Łabędź, Łodzia, Nałęcz, Nowina, Odrowąż, Ogończyk, Oksza, Ossoria, Pierzchała, Pobóg, Pomian, Poraj, Półkozic, Rawicz (Rawa), Rola, Sulima, Syrokomla, Szreniawa, Świnka, Topór, Trąby, Trzaska, Wadwicz, Wąż, Zadora, Zaremba.